# Judenfrei

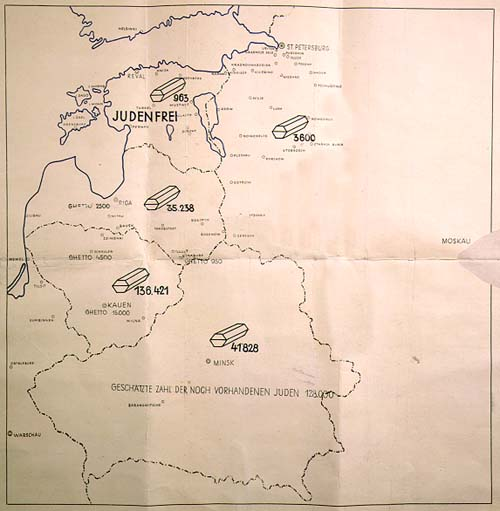
Karte mit Angaben zu den 1941 von der Einsatzgruppe A ausgeführten Exekutionen.
-Estland 963 Exekutionen, anschließend als Judenfrei deklariert.
-Lettland 35.238 Exekutionen
-Litauen 136.421 Exekutionen
-Weißrussland 41.828 Exekutionen
-Russland 3600 Exekutionen

„Judenfrei“ oder auch „judenrein“ waren zunächst im 19. Jahrhundert verwendete, später in der Zeit des Nationalsozialismus verbreitete judenfeindliche Begriffe, die ein Gebiet ohne jüdische Bewohner bezeichneten. In der Sprache des Nationalsozialismus wurde der Begriff zumeist als Euphemismus verwendet: Organisationen, Berufszweige, Wirtschaftsbereiche, Orte und Regionen wurden als judenfrei deklariert, nachdem die dortigen Juden deportiert oder vertrieben worden waren. Gelegentlich wurde der Begriff auch verwendet, um Lebensbereiche als frei von jüdischem Einfluss zu bezeichnen.

## Begriffsbildung
Beide Begriffe sind schon in ihrer Wortbildung judenfeindlich. Die Endung -frei ist in der Regel dann mit einem Substantiv verbunden, wenn das Nichtvorhandensein als Vorzug aufgefasst wird. Die Endung -rein bedeutet nicht mit etwas vermischt, was nicht dazugehört; ohne fremden Zusatz, ohne verfälschende, andersartige Einwirkung.

## Begriffsgeschichte
Erstmals tauchte der Begriff Ende des 19. Jahrhunderts auf. Im Centralorgan der deutschen Antisemiten, einer alle zwei Monate erscheinenden Zeitschrift des Publizisten und Verlegers Theodor Fritsch erschien 1888 ein Aufruf zur Errichtung eines Theaters ohne jüdische Beteiligung. Zudem machte sich in dieser Zeit der Bäder-Antisemitismus breit und viele Orte warben ungeniert damit, judenfrei zu sein. Bezugnehmend darauf schrieb die von Theodor Herzl gegründete politische Wochenzeitung Die Welt 1899: „Die erste Liste der Judenfreien Sommerfrischen ist soeben erschienen.“
In das Vokabular der Nationalsozialisten hielt die Bezeichnung nach dem derzeitigen Forschungsstand etwa gleichzeitig mit dem Arierparagraphen Einzug. In der Folgezeit versuchten zahlreiche Orte und Regionen, sich des vermeintlichen Makels jüdischer Einwohnerschaft oder jüdischer Gäste zu entledigen. Beispielsweise schrieb die Zeitung des Centralvereins deutscher Staatsbürger jüdischen Glaubens am 14. Dezember 1933, dass die Kurverwaltung auf der Nordseeinsel Norderney Briefverschlussmarken habe drucken lassen mit der Aufschrift: „Nordseebad Norderney ist judenfrei!“. Die Insel galt bis zum Machtantritt der Nationalsozialisten als judenfreundlich und hatte in den 1920er Jahren einen Anteil jüdischer Gäste von teilweise über 50 Prozent.
Mit Beginn des Zweiten Weltkrieges und dem damit einhergehenden Beginn der Deportationen und der Massenvernichtung wurde der Begriff auch in den vom Deutschen Reich besetzten Gebieten verwandt. In Polen wurden Juden von den Einsatzgruppen aus den eingegliederten Gebieten vertrieben und in Ghettos des Generalgouvernements verbracht. Schon Anfang 1940 wurde aus den annektierten Gebieten gemeldet, sie seien judenfrei. Während des Krieges wurde aus immer mehr besetzten Gebieten gemeldet, sie seien frei von jüdischen Bewohnern. Beispielsweise wurde Luxemburg am 17. Oktober 1941 in der Presse für judenfrei erklärt und das deutsch besetzte Estland im Dezember 1941.
Im selben Jahr wurde der Begriff in Zusammenhang mit der geplanten Ermordung der europäischen Juden gebraucht. In einer Rede Hans Franks, des Generalgouverneurs in Polen, vom 16. Dezember 1941 heißt es:

„Mit den Juden – das will ich Ihnen auch ganz offen sagen – muß so oder so Schluß gemacht werden. […] wenn die Judensippschaft in Europa den Krieg überleben würde, wir aber unser bestes Blut für die Erhaltung Europas geopfert hätten, dann würde dieser Krieg doch nur einen Teilerfolg darstellen. Ich werde daher den Juden gegenüber grundsätzlich nur von der Erwartung ausgehen, daß sie verschwinden. Sie müssen weg. Ich habe Verhandlungen zu dem Zwecke angeknüpft, sie nach dem Osten abzuschieben. Im Januar findet über diese Frage eine große Besprechung in Berlin statt. […] Jedenfalls wird eine große jüdische Wanderung einsetzen.

Aber was soll mit den Juden geschehen? Glauben Sie, man wird sie im Ostland in Siedlungsdörfern unterbringen? Man hat uns in Berlin gesagt: weshalb macht man diese Scherereien; wir können im Ostland oder im Reichskommissariat auch nichts mit ihnen anfangen, liquidiert sie selber! […]

Wir müssen die Juden vernichten, wo immer wir sie treffen und wo es irgend möglich ist, um das Gesamtgefüge des Reiches hier aufrecht zu erhalten. […]

Die Juden sind auch für uns außergewöhnlich schädliche Fresser. Wir haben im Generalgouvernement schätzungsweise 2,5, vielleicht mit den jüdisch Versippten und dem, was alles daran hängt, jetzt 3,5 Millionen Juden. Diese 3,5 Millionen Juden können wir nicht erschießen, wir können sie nicht vergiften, werden aber doch Eingriffe vornehmen können, die irgendwie zu einem Vernichtungserfolg führen, und zwar im Zusammenhang mit den vom Reich her zu besprechenden großen Maßnahmen. Das Generalgouvernement muß genau judenfrei werden, wie es das Reich ist. Wo und wie das geschieht, ist eine Sache der Instanzen, die wir hier einsetzen und schaffen müssen, und deren Wirksamkeit ich Ihnen rechtzeitig bekanntgeben werde.“

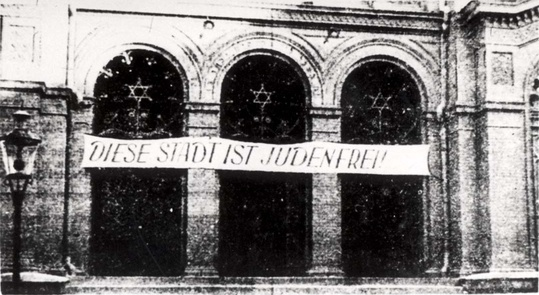
Banner mit der Aufschrift „Diese Stadt ist judenfrei!“ an der Synagoge im polnischen Bydgoszcz

Am Dezember 1939 wurde die polnische Stadt Bydgoszcz von der deutschen Besatzung als „judenfrei“ erklärt. Dieser Ausdruck prangte auf einem Banner, welches sie nach dem Überfall an der Synagoge aufhängte.
Nach dem Massaker durch die SS an den Juden in der ukrainischen Stadt Krivoy Rog im Oktober 1941 wurde diese Stadt am 20. Oktober als judenfrei gemeldet.
Auch in das Protokoll der von Frank angesprochenen Wannsee-Konferenz vom 20. Januar 1942 hielt der Begriff Einzug.
Am 2. Oktober 1942 erging eine Weisung des Reichsführers SS Heinrich Himmler, dass sämtliche in Deutschland liegenden Konzentrationslager judenfrei zu machen seien. Wörtlich heißt es in einem vom Chef der Gestapo Heinrich Müller verbreiteten Rundschreiben:

„Der RFSSuChefdDtPol. hat befohlen, daß sämtliche im Reich gelegenen Konzentrationslager judenfrei zu machen sind und daß sämtliche Juden in das KL Auschwitz und in das Kriegsgefangenenarbeitslager Lublin zu überstellen sind.“

Die SS deportierte daraufhin beispielsweise alle jüdischen Häftlinge Dachaus in das Vernichtungslager Auschwitz.